# Сур (район)
Сур (араб. قضاء صور‎) — один из 25 районов Ливана, входит в состав мухафазы Южный Ливан. Административный центр района — город Сур (Тир).

## География
Район расположен в южной части Ливана и занимает площадь 418 км². На севере граничит с районами Сайда и Эн-Набатия, на востоке — с районом Бинт-Джубайль, на юге — с территорией Израиля, на западе омывается водами Средиземного моря.

## Муниципалитеты
Административно район разделён на 56 муниципалитетов.

## Населённые пункты
- Аббасия
- Абу-Шеш
- Альма-эш-Шааб
- Арзун
- Бурдж Раххал
- Искандеруна
- Эль-Базурия
- Эль-Басс